# Liste der Kulturdenkmäler in Lauperath
In der Liste der Kulturdenkmäler in Lauperath sind alle Kulturdenkmäler der rheinland-pfälzischen Ortsgemeinde Lauperath aufgeführt. Grundlage ist die Denkmalliste des Landes Rheinland-Pfalz (Stand: 27. Juni 2022).

## Einzeldenkmäler
| Bezeichnung                                              | Lage                                | Baujahr                | Beschreibung                                                                           | Bild                           |
| -------------------------------------------------------- | ----------------------------------- | ---------------------- | -------------------------------------------------------------------------------------- | ------------------------------ |
| Portal                                                   | Kapellenweg, an Nr. 4 Lage          | 1750                   | aufwändiges barockes Oberlichtportal, bezeichnet 1750                                  | BW                             |
| Katholische Filialkirche zu den heiligen drei Jungfrauen | Kapellenweg 5 Lage                  | frühes 18. Jahrhundert | zweiachsiger Saalbau, frühes 18. Jahrhundert, mittelalterlicher Chorturm mit Spitzhelm | weitere Bilder Fotos hochladen |
| Wegekreuz                                                | östlich des Ortes an der K 137 Lage | 1809                   | Schaftkreuz, bezeichnet 1809                                                           | BW                             |